# 麗晶廣場
麗晶廣場是一系列位於加拿大卑詩省大温哥華地區本拿比的建築群，坐落鐵道鎮京士威道4500號與威靈頓大道的十字路口上。廣義上的麗晶廣場（Crystal Square）覆蓋了下列項目：
- ：包括一座樓高26層（79.86米）的圓柱形密集式高層住宅公寓、一座提供專業服務的6層高商業大樓、一座360度圓形的兩層購物中心、以及設有950個車位的四層地下停車場[1][2]；前兩者於1999年落成，購物中心則於2001年開業[3]。
- 温哥華鐵路鎮希爾頓酒店（Hilton Metrotown Vancouver Hotel）：一座樓高18層（52.43米）的4星级觀光旅館，於2001年落成[4][5]。

狹義上的麗晶廣場（The Crystal Mall）則指項目中的購物中心。原本發展商想把這裡發展為一個韓國式的購物中心，但因為市場不佳，最後變成一個以華人主導的亞洲式購物中心。它是繼列治文市時代坊之後大温哥華地區第二大的亞洲式購物中心（也可說是華人商場）。有超過200間店鋪，包括餐廳、酒樓、各式商店、銀行以及一個以亞洲各地為主題的美食廣場和一個亞洲食品市場（Market Place）。
為了吸引人流，麗晶廣場管理單位經常在聖誕、公曆和農曆新年等都會舉辦一些大型活動，其中最具代表性的要算是《麗晶活力新星大賽》（Crystal Cover Girl）。該比賽為一項小型選美活動；香港電視演員鍾嘉欣獲選2003年温哥華華裔小姐冠軍之前，曾參選了《第一屆麗晶活力新星冠軍》也得到冠軍。

## 圖片集

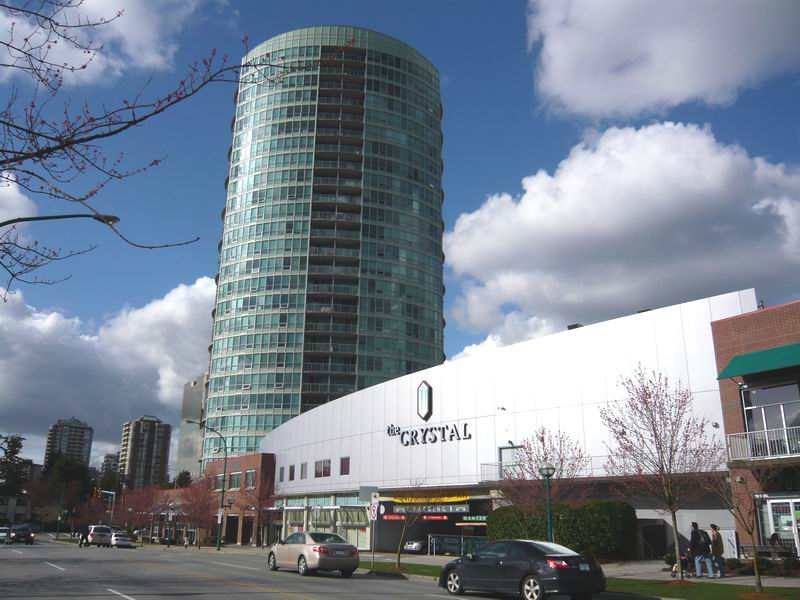
高層住宅公寓
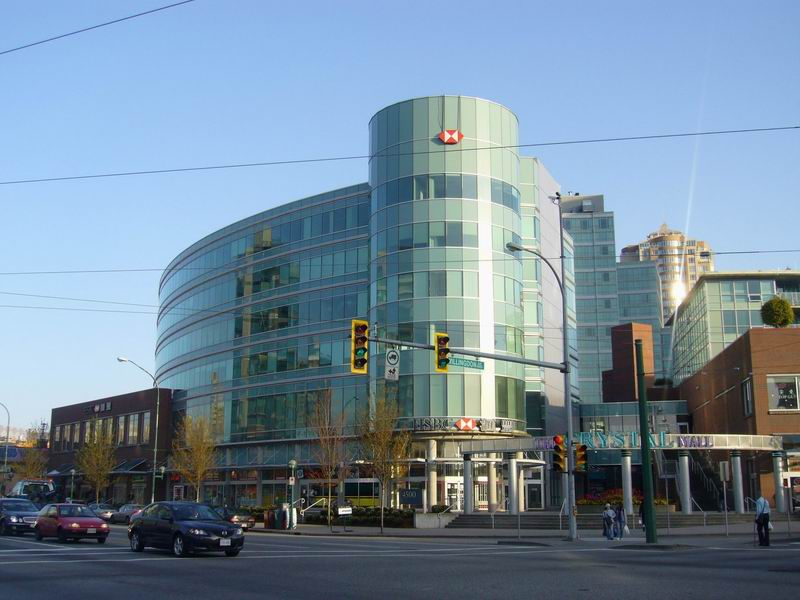
6層高商業大樓
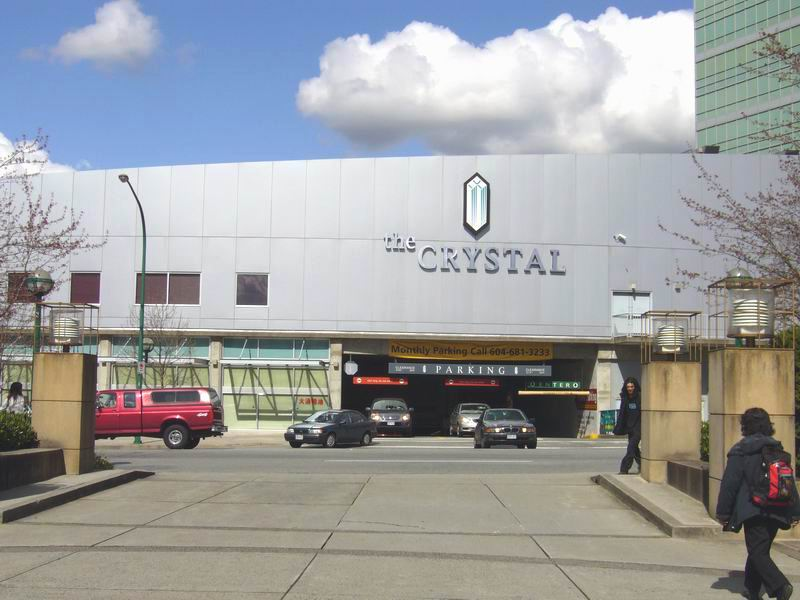
360度圓形的四層地下停車場的入口
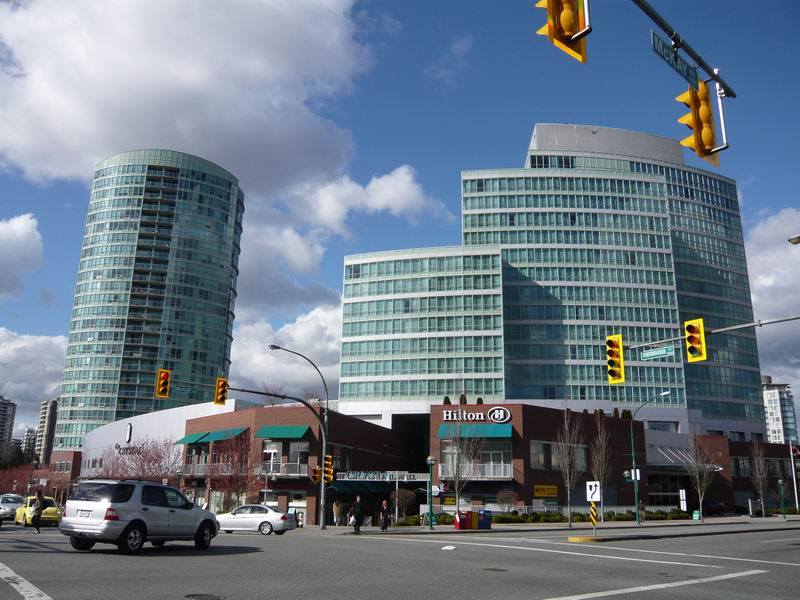
温哥華鐵路鎮希爾頓酒店和密集式高層住宅公寓
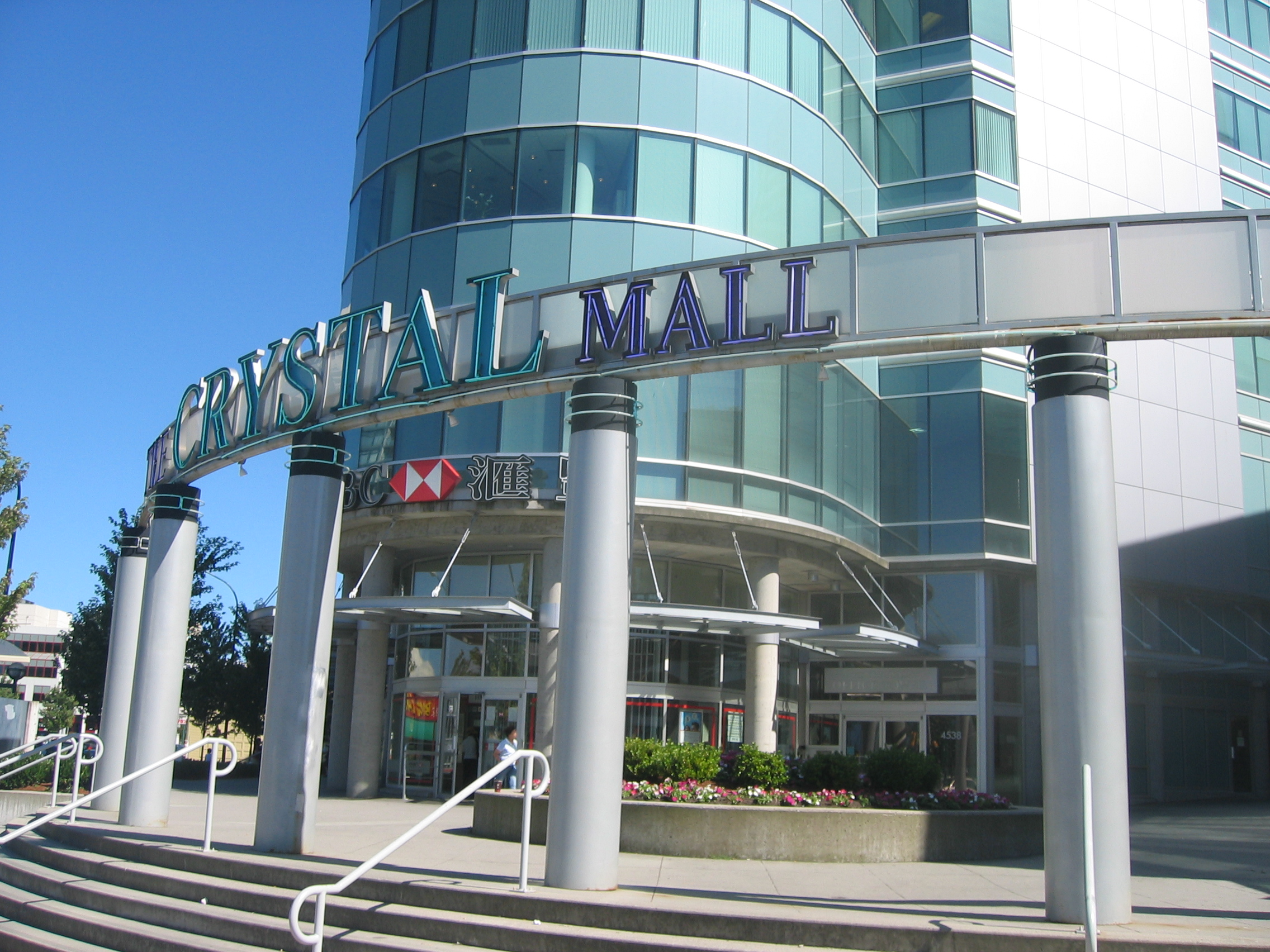
麗晶廣場購物中心的正門
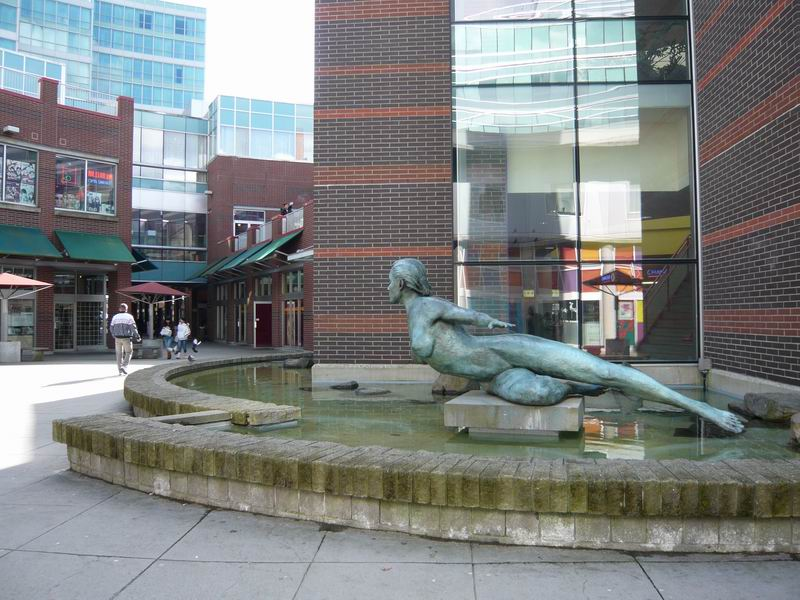
麗晶廣場的户外花園廣場

## 交通
大溫地區的運輸聯線有以下交通服務途經麗晶廣場：
- 公車路綫19、130、430等等
- 大溫哥華架空列車旗下的千禧綫和博览綫的鐵道鎮站（鐵道鎮站）

## 週邊地區或地標
- 中央公園（Central Park）
- 架空列車博覽綫及千禧綫柏德遜站（Patterson Station）及鐵道鎮站（鐵道鎮站）
- 威靈頓道（Willingdon Avenue）
- 京士威道（Kingsway）
- 研科傳訊公司（TELUS）總部大樓
- 卑诗理工学院
- 大都會廣場（Metropolis At Metrotown）

## 外部連結
- 麗晶廣場官方網站